# Maud Doria Haviland
Maud Doria Brindley z domu Haviland (ur. 10 lutego 1889 w Tamworth, zm. 3 kwietnia 1941 w Cambridge) – brytyjska ornitolożka, entomolożka, badaczka, wykładowczyni i pisarka. Prowadziła badania nad owadami, a podczas pobytu w Cambridge i podróży po Syberii, Europie Środkowej i Ameryce Południowej zajmowała się ptakami.

## Życiorys
Jej pradziadek, John Haviland, był profesorem anatomii i pierwszym profesorem medycyny z królewskim patronatem na Uniwersytecie w Cambridge, który prowadził regularne zajęcia z patologii i medycyny.

Maud spędziła młodość w posiadłości swojego ojczyma w południowo-wschodniej Irlandii, gdzie strzelała i obserwowała ptaki na wolności. Z książek nauczyła się anatomii i sekcji ptaków. W 1913 napisała książkę Dzikie życie na skrzydle, a następnie dwie książki dla dzieci.

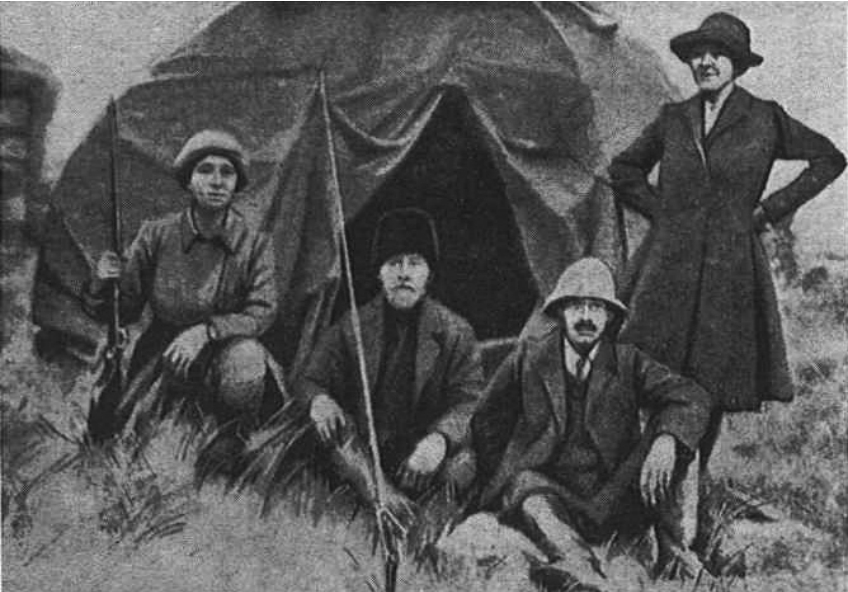
Od lewej: Maud Haviland, Wasyl Korobejnikow, Henry Hall, Dora Curtis, 1914

W 1914 wraz z antropolożką Marią Czaplicką (1886–1921), fotografką i malarką Dorą Curtis oraz studentem antropologii na London School of Economics Henrym Usherem Hallem (1876–1944) uczestniczyła w wyprawie na Syberię. Wzięła udział w podróży z Moskwy Koleją Transsyberyjską do Krasnojarska, a następnie w dół Jeniseju do Morza Karskiego. Podczas pobytu w osadzie Golczycha, w której uczestniczki i uczestnik wyprawy spędzili dużo czasu, przemierzała tundrę w poszukiwaniu ptaków. Miejscowi na Syberii nazywali ją chłopakiem, bo wciąż widywali ją ze strzelbą. Gdy Czaplicka zachorowała, Haviland wraz z Curtis opiekowały się nią.
Pod koniec lata 1914, kiedy dowiedziała się o wybuchu I wojny światowej, wraz z Curtis zdecydowała się wrócić do Europy. Inne opracowania podają informację, że decyzję o jej powrocie do Wielkiej Brytanii podjęła Czaplicka. 
Haviland opublikowała artykuły i książki o pobycie na Syberii, w tym swoją najpopularniejszą pracę A summer on the Yenesei, 1914. W pracy inspirowała się Henrym Seebohmem (1832–1895) i jego podróżą na Syberię w 1877, jak również badaniami H.L .Pophama (1864–1943) zaprezentowanymi w książce Notes of birds observed on the Yenesei River, Siberia (1895).
W 1917 pracowała w Szkockim Szpitalu Kobiecym Służby Zagranicznej kierowanym przez dr Elsie Inglis w Rumunii. Była szoferką. W 1918 pracowała jako szoferka dla Francuskiego Czerwonego Krzyża w regionie Soissons-Paris.
Po wojnie w Newnham College w Cambridge studiowała zoologię. Interesowała się głównie owadami. W latach 1919–1922 kontynuowała badania. Zgłębiała m.in. czynniki powodujące powstawanie skrzydlatych odmian mszyc.
Od 1916 była członkinią Brytyjskiego Związku Ornitologów oraz członkinią Cambridge Bird Club. Należała do Amerykańskiego Związku Ornitologów.
W 1922 poślubiła Harolda Hulme Brindleya, stypendystę St John's College w Cambridge. Rok 1923 spędziła w Gujanie Brytyjskiej, badając pluskwy. Publikowała efekty prac, napisała też artykuł na temat statków rzecznych w Gujanie Brytyjskiej. Po powrocie do Anglii głosiła wykłady na temat różnych siedlisk arktycznych (tundra itp.). Pisała na temat żerowania drozdów.
W 1943 bibliografię jej pism opublikował T.S. Palmer (skarbnik Amerykańskiego Związku Ornitologów).